# Dniprowśke (obwód czernihowski)
Dniprowśke (ukr. Дніпровське) – wieś na Ukrainie, w obwodzie czernihowskim, w rejonie czernihowskim, w hromadzie Mychajło-Kociubynśke. W 2001 liczyła 427 mieszkańców, spośród których 421 wskazało jako ojczysty język ukraiński, 4 rosyjski, a 2 białoruski.